# Ulf Mehrens
Ulf Mehrens (* 5. Juli 1956 in Oldenburg) ist ein ehemaliger deutscher Basketballspieler. Er ist Vorsitzender des Deutschen Rollstuhl-Sportverbandes (DRS), einem Fachverband des Deutschen Behindertensportverbandes, und war im DRS Vorsitzender des Fachbereichs Rollstuhlbasketball.

## Leben
Mehrens spielte im Jugend- und Herrenbereich Basketball für die Mannschaften des Oldenburger Turnerbundes, sein Abitur bestand er an der Oldenburger Hindenburgschule. Zum Studium ging er nach Hamburg und spielte dort ab 1979 für den Hamburger Turnerbund von 1962 in der Basketball-Bundesliga. Im Oktober 1980 kam es zwischen Mehrens und den Hamburgern wegen Unstimmigkeiten über die Trainingsbeteiligung zur Trennung. Im Jahr 1980 bestritt er vier A-Länderspiele für die bundesdeutsche Basketballnationalmannschaft.
Er betreute ab 1984 die deutsche Rollstuhlbasketball-Nationalmannschaft als Trainer. Ab 1990 war er Fachwart Rollstuhlbasketball im Deutschen Rollstuhl-Sportverbandes (DRS) und später Vorsitzender des DRS-Fachbereichs Rollstuhlbasketball. 1995 wurde Mehrens zum Vorsitzenden des Deutschen Rollstuhl-Sportverband e.V. gewählt. Bei den Paralympischen Spielen 1992 wurde die deutsche Mannschaft unter seiner Leitung als Trainer Dritter, bekam aber nachträglich die Silbermedaille, da ein Spieler der Siegermannschaft USA des Dopings überführt wurde. Am 6. Oktober 2008 erhielt Mehrens aus den Händen von Bundespräsident Horst Köhler den Verdienstorden der Bundesrepublik Deutschland am Bande für sein außergewöhnliches Engagement im Behindertensport.
Er war für den Deutschen Basketball Bund auch stellvertretender Delegationsleiter bei den Paralympischen Spielen 2004 in Athen und 2008 in Peking. 2014 wurde er Vorsitzender des Internationalen Rollstuhl-Basketball-Verbandes IWBF. Außerdem ist er Vizepräsident des Europäischen Rollstuhlbasketball-Verbandes. Am Jahresende 2018 schied er als Vorsitzender des DRS-Fachbereichs Rollstuhlbasketball aus dem Amt.
Beruflich ist Mehrens Stabsstellenleiter Öffentlichkeitsarbeit/Sport am Berufsgenossenschaftlichen Unfallkrankenhaus Hamburg.